# Toumani Diabaté
Toumani Diabaté (Bamako, 10 agosto 1965 – Bamako, 19 luglio 2024) è stato un musicista maliano.

## Biografia
Toumani Diabaté fu un musicista griot appartenente alla settantunesima generazione di musicisti di kora della sua stirpe.
Nel 1987 esordì con l'opera Kaira che lo consacrò come uno dei più importanti suonatori mondiale di kora. Tra la fine degli anni Ottanta e l'inizio dei Novanta collaborò con i Ketama e Danny Thompson per il progetto multietnico Songhai che portò alla pubblicazione di due album.
L'album New Ancient Strings (Hannibal, 1999) prese il nome dalla kora, un particolare strumento a corde tradizionale del Mali, che così venne ribattezzata dai musicisti Sidiki Diabaté e Djelimadi Sissoko.

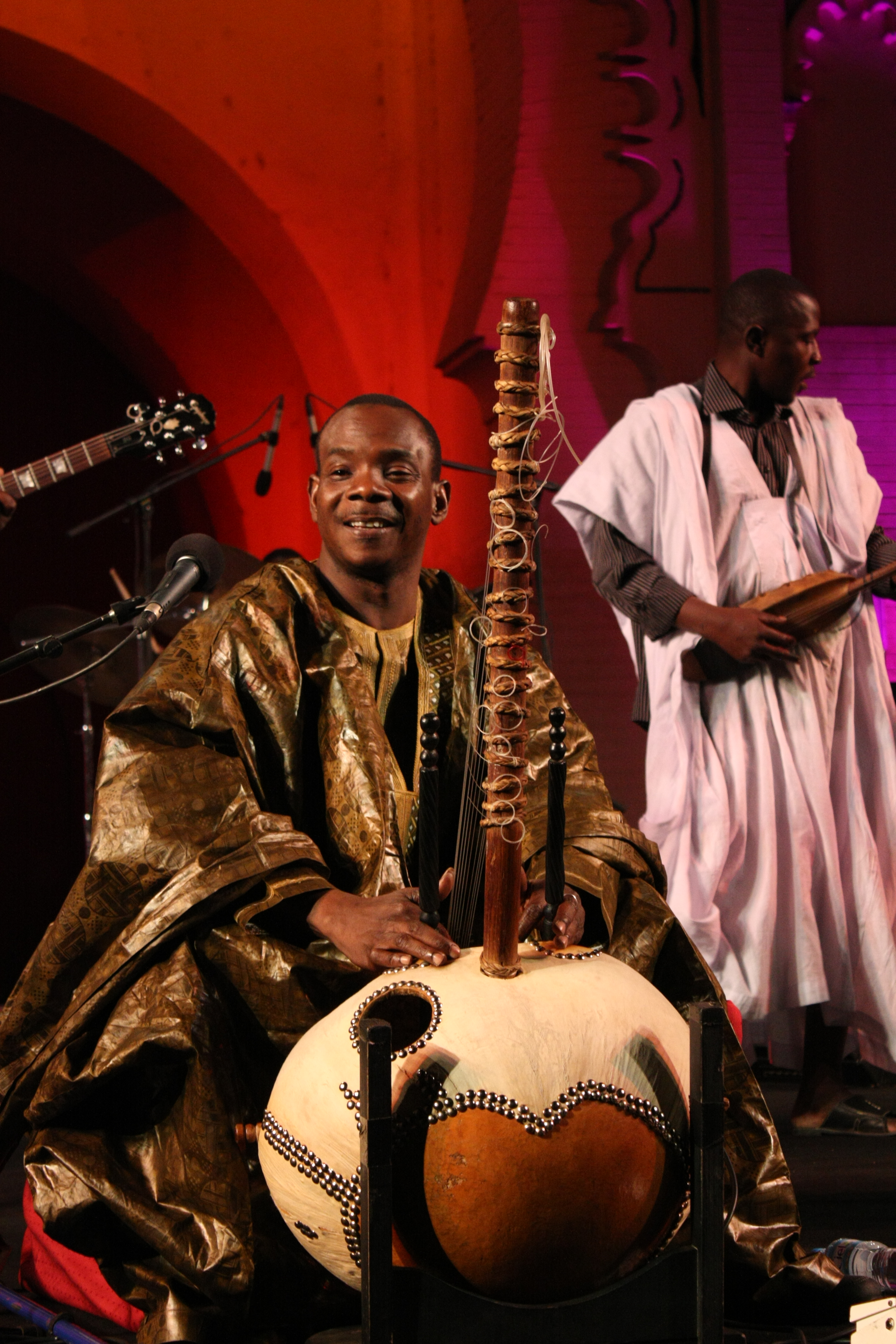
Toumani Diabaté nel 2009

## Discografia
- 1987 - Ba Togoma (con Sidiki Diabaté, Mariama Kouyaté, Djeli Mady Sissoko, Kandia Kouayté)
- 1988 - Kaira
- 1995 - Djelika
- 1999 - New Ancient Strings (con Ballake Sissoko)
- 1999 - Kulanjan (con Taj Mahal)
- 2001 - Jarabi: the Best of Toumani Diabate
- 2002 - Malicool (con Roswell Rudd)
- 2005 - In the Heart of the Moon (con Ali Farka Touré)
- 2006 - Boulevard de l'Indépendance
- 2008 - The Mandé Variations
- 2010 - Ali and Toumani - (World Circuit/Nonesuch Records) (con Ali Farka Touré)
- 2011 - A Curva da Cintura (con Arnaldo Antunes e Edgard Scandurra)
- 2014 - Toumani & Sidiki (con il figlio Sidiki Diabaté)
- 2017 - Lamomali (con Sidiki Diabaté e Matthieu Chedid)
- 2017 - Lamomali Airlines (Live) (con Sidiki Diabaté e Matthieu Chedid)
- 2021 - Kôrôlén [Live]

### Con i Songhai
- 1988 - Songhai
- 1994 - Songhai 2

### Compare in
- 2005 - Tomora - Album di Ballaké Sissoko
- 2007 - Volta - Album di Björk
- 2009 - Throw down your heart: The complete Africa session - Album live di Béla Fleck
- 2010 - Afrocubism - Album del collettivo AfroCubism
- 2011 - Fatou - Album di Fatoumata Diawara
- 2017 - Mali in Oak - Album di Tunde Jegebe e Derek Gripper
- 2019 - Kharifa - Album di Habib Koité